# Limenitis purpuratus
Limenitis purpuratus är en fjärilsart som beskrevs av Gunder 1934. Limenitis purpuratus ingår i släktet Limenitis och familjen praktfjärilar. Inga underarter finns listade i Catalogue of Life.